# Florence Parpart
Florence Parpart (Hoboken (Nueva Jersey)) fue una inventora estadounidense.

## Trayectoria
Nacida en Hoboken, Nueva Jersey. Vivió la mayor parte de su vida en Nueva York y Filadelfia, donde tuvo una vida discreta de ama de casa hasta que en 1900, obtuvo su primera patente de una máquina de barrer industrial que mejoraba la de Eureka Frazer Brown patentada en 1879. La mejora permitió un uso más amplio y dos años más tarde, Parpart vendió la innovación en varias ciudades de Estados Unidos entre ellas, Nueva York, Filadelfia y San Francisco.
Tras casarse con Hiram D. Layman, en 1914 obtuvo una patente de un refrigerador eléctrico, mejorando modelos anteriores que dejaron obsoletas las cajas de hielo que se usaban hasta entonces y que supuso un cambio total no solo en la forma de conservar los alimentos, sino también de cocinarlos.
Asistiendo a ferias comerciales y desarrollando sus propias campañas publicitarias logró comercializar sus neveras con bastante éxito por todo el país.

## Patentes
- FR343775 14 de octubre de 1904.
- US1090925 24 de marzo de 1914.